# Strandnäs
Strandnäs är en stadsdel i norra delen av Mariehamn. Här finns en Strandnäs skola, Ålands musikinstitut och Rökerirondellen. Delar av stadsdelen tillhörde inte ursprungligen Mariehamn utan inkorporerades från Jomala kommun 1961. Här finns även Backebergs sportfält, där många juniorfotbollsmatcher spelas, mest känd är Alandia Cup som spelas varje år i juni.
Här finns även St. Mårtens kyrka och församlingens daghem. 